# Leonard Kastle
Leonard Gregory Kastle (11 de febrer de 1929 - 18 de maig de 2011) va ser un compositor, libretista i director d'òpera, encara que és més conegut com l'escriptor/director de la pel·lícula de 1970 The Honeymoon Killers, la seva única aventura en el cinema, pel qual va fer tota la seva recerca. Va ser membre adjunt de la facultat de música de SUNY Albany.
Després de la seva educació secundària a Mount Vernon (Nova York), Kastle va començar la seva formació musical a la Juilliard School de Música (1938–40). De 1940 a 1942, va assistir a la Mannes School of Music i més tard va estudiar composició a la Curtis Institute of Music de Filadèlfia (1944–50), obtenint un B.A. el 1950. Mentre estava a l'Institut Curtis, va ser becat en composició amb Rosario Scalero, Gian-Carlo Menotti i Samuel Barber, i una beca de piano amb Isabelle Vengerova. Va assistir a la Universitat de Colúmbia de 1947 a 1950.
El 1956, Kastle va compondre una òpera "a mida" de tretze minuts, titulada The Swing, per a dos cantants, una part parlant i acompanyament de piano. Va ser encarregat i emès per la cadena de televisió NBC el diumenge 10 de juny de 1956 al migdia. També va escriure The Pariahs, sobre l'enfonsament del vaixell balener Essex, una trilogia d'òperes sobres els shakers conegudes sota el títol col·lectiu de The Passion of Mother Ann: A Sacred Festival Play, una òpera per a nens anomenada Professor Lookalike and the Children, un concert per a piano, sonatas per piano i violí i tres guions sense produir, Wedding at Cana, Change of Heart, i Shakespeare's Dog.
En una entrevista de 2003 per The Criterion Collection, va dir que cap productor volia Wedding at Cana, només un altre Honeymoon Killers, cosa que no volia fer. Després de The Honeymoon Killers, Kastle va tornar a ensenyar i compondre. Després de l'estrena de la pel·lícula s Criterion, va ser redescoberta per una nova generació d'entusiastes del cinema de culte i de tant en tant va assistir a esdeveniments relacionats amb el cinema com l'Ed Wood Film Festival el 2007, on va formar part del jurat.
Kastle va morir el 18 de maig de 2011, a la seva casa de Westerlo (Nova York), als 82 anys.